# Houston Rockets
De Houston Rockets is een basketbalteam uit Houston, Texas. Ze spelen in de NBA (Southwest Division, Western Conference). Het thuishonk van de Rockets is Toyota Center. De club veroverde in 1994 en 1995 onder aanvoering van Hakeem Olajuwon tweemaal het NBA kampioenschap.

## Wederopstanding
Na het vertrek van clubicoon Yao Ming in 2011, wegens langdurig blessureleed, kende de club enkele mindere jaren. In 2012 probeerde de club weer aan de top te komen, door het aantrekken van talentvolle spelers. De guard Jeremy Lin werd overgenomen van de New York Knicks, Lin tekende een 3-jarig contract voor 25,1 miljoen dollar. Lin was het seizoen daarvoor wereldwijd bekend geworden door zijn goede spel bij afwezigheid van de sterspelers van de New York Knicks. Ook de Turkse center Ömer Aşık werd overgenomen van de Chicago Bulls, ook hij tekende een 3-jarig contract voor 25,1 miljoen dollar. De grootste trade was die van de Amerikaanse James Harden, de speler die eerder datzelfde jaar nog meedeed aan de Olympische Spelen in Londen, tekende een 5-jarig contract, waarin hij 80 miljoen dollar zou gaan verdienen. Harden groeide meteen uit tot sterspeler en verdiende daarmee een plaatsje in de All star game van 2013 (toevallig gespeeld in Houston). Lin heeft nog geen hoge ogen kunnen gooien tijdens zijn eerst seizoen voor de rockets, Chandler Parsons speelt daarentegen een uitstekend seizoen en mede dankzij zijn scores staan de rockets bekend als aanvallend een van de beste teams van de NBA. Begin maart werd Aaron Brooks aangetrokken, Brooks speelde al eerde bij de Rockets en is geliefd bij het publiek, Brooks wordt de stand-in van Lin en Harden, mocht een van hen geblesseerd raken. Op 5 maart 2013, staan de Rockets zevende in de Western Conference en lijken dus de play offs te gaan halen.
Dankzij slim omgaan met de regels van de NBA hebben de Rockets voor de zomer een groot salarisbudget voor nieuwe speler(s). Als kanshebbers worden Dwight Howard (Los Angeles Lakers), Chris Paul (Los Angeles Clippers) en Josh Smith (Atlanta Hawks) genoemd. Deze spelers zijn vanaf de zomer van 2013 free agent, hetgeen betekent dat zij geen contract hebben en overal aan de slag kunnen.
In juli 2013 maakten de rockets bekend dat Dwight Howard in Houston zou tekenen. Met het tekenen van Dwight Howard werden de Rockets in een klap een kanshebber voor de NBA-titel. General Manager Daryl Morey wist naast Howard, ook de handtekeningen, van Omri Casspi, Reggie Williams, Aaron Brooks en Marcus Camby, te bemachtigen. Laatstgenoemde is de derde center in het team, en is aangetrokken om Howard en Asik te helpen en hen te coachen.

## Erelijst
NBA Champions (2x) 

1994, 1995 

Runner-up: 1981, 1986
Western Conference Champions (4x) 

1981, 1986, 1994, 1995
Southwest Division Champions (9x) 

1977, 1986, 1993, 1994, 2015, 2018, 2019, 2020, 2025

## Bekende oud-spelers
- Charles Barkley
- Rick Barry
- Clyde Drexler
- Steve Francis
- James Harden
- Elvin Hayes
- Juwan Howard
- Moses Malone
- Tracy McGrady
- Yao Ming
- Cuttino Mobley
- Calvin Murphy
- Dikembe Mutombo
- Hakeem Olajuwon
- Chris Paul
- Scottie Pippen
- Ralph Sampson
- Rudolph Tomjanovich
- Russell Westbrook
- Serge Zwikker

## Roster
- D.J. Augustin G  10/11/1987 Texas
- Armoni Brooks G  05/06/1998 Houston
- Josh Christopher G  08/12/2001 Arizona State
- Usman Garuba F  09/03/2002 Madrid
- Eric Gordon G  25/12/1988 Indiana
- Jalen Green G  09/02/2002 NBA G League Ignite
- Danuel House jr. F/G  07/06/1993 Texas A&M
- Kenyon Martin jr. F  06/01/2001 IMG Academy
- Garrison Mathews G 24/10/1996 Lipscomb University
- Daishen Nix G  13/02/2002  NBA G League Ignite
- David Nwaba F/G 14/01/1993 California Polytechnic State University
- Kevin Porter jr. F/G 04/05/2000 University of Southern California
- Alperen Sengun C 25/07/2002 Beşiktaş
- Jae'Sean Tate F 28/10/1995 Ohio State
- Daniel Theis F/C 04/04/1992 Brose Baskets
- Khyri Thomas G 08/05/1996 Creighton
- John Wall G 06/09/1990 Kentucky
- Christian Wood F 27/09/1995 Las Vegas (Nevada)